# Alfred Molina
Alfred Molina (n. 24 mai 1953, Greater London, Anglia, Regatul Unit) este un actor britanic. Părinții săi sunt Esteban Molina, un șofer spaniol, și Giovanna Bonelli, o casnică italiană. Debutul său în cinematografie datează din 1981, cu filmul Indiana Jones și căutătorii arcei pierdute care a fost regizat de Steven Spielberg.

## Filmografie

### Film
| An   | Titlu                                          | Rol                                | Note                    |
| ---- | ---------------------------------------------- | ---------------------------------- | ----------------------- |
| 1981 | Indiana Jones și căutătorii arcei pierdute     | Satipo                             |                         |
| 1985 | Letter to Brezhnev                             | Sergei                             |                         |
| 1985 | Domnița șoim                                   | Cezar                              |                         |
| 1985 | Water                                          | Pierre                             |                         |
| 1985 | Eleni                                          | Tânărul Christos                   | nemenționat             |
| 1987 | Prick Up Your Ears                             | Kenneth Halliwell                  |                         |
| 1988 | Manifesto                                      | Avanti                             |                         |
| 1989 | Virtuoso                                       | John Ogdon                         |                         |
| 1989 | Rescuers Speaking                              | Preot italian                      |                         |
| 1991 | Hancock                                        | Tony Hancock                       |                         |
| 1991 | Not Without My Daughter                        | Sayyed Bozorg Mahmoody             |                         |
| 1991 | American Friends                               | Oliver Syme                        |                         |
| 1992 | Enchanted April                                | Mellersh Wilkins                   |                         |
| 1993 | A Year in Provence                             | Tony Havers                        |                         |
| 1993 | The Trial                                      | Titorelli                          |                         |
| 1993 | When Pigs Fly                                  | Marty                              |                         |
| 1994 | Maverick                                       | Angel                              |                         |
| 1994 | White Fang 2: Myth of the White Wolf           | Reverend Leland Drury              |                         |
| 1994 | Cabin Boy                                      | Nathaniel's History Teacher        | nemenționat             |
| 1995 | Species                                        | Dr. Stephen Arden                  |                         |
| 1995 | The Steal                                      | Cliff                              |                         |
| 1995 | The Perez Family                               | Juan Raúl Perez                    |                         |
| 1995 | Dead Man                                       | Trading Post Missionary            |                         |
| 1995 | Scorpion Spring                                | Denis Brabant                      |                         |
| 1995 | Viziuni macabre                                | Dr. Jonas Nyebern                  |                         |
| 1995 | Nervous Energy                                 | Ira Moss                           |                         |
| 1996 | Mojave Moon                                    | Sal                                |                         |
| 1996 | Before and After                               | Panos Demeris                      |                         |
| 1997 | Anna Karenina                                  | Levin                              |                         |
| 1997 | Boogie Nights                                  | Rahad Jackson                      |                         |
| 1997 | The Man Who Knew Too Little                    | Boris 'The Butcher' Blavasky       |                         |
| 1997 | A Further Gesture                              | Tulio                              |                         |
| 1998 | The Impostors                                  | Sir Jeremy Burtom                  |                         |
| 1998 | Rescuers: Stories of Courage: Two Couples      |                                    |                         |
| 1998 | Pete's Meteor                                  | Hugh                               |                         |
| 1998 | The Treat                                      | Colonelul                          |                         |
| 1999 | Dudley Do-Right                                | Snidely K. 'Whip' Whiplash         |                         |
| 1999 | Magnolia                                       | Solomon Solomon                    |                         |
| 2000 | The Miracle Maker                              | Simon the Pharisee                 | Voce                    |
| 2000 | Chocolat                                       | Contele de Reynaud                 |                         |
| 2001 | Texas Rangers                                  | King Fisher                        |                         |
| 2002 | Frida                                          | Diego Rivera                       |                         |
| 2002 | Plots with a View (aka Undertaking Betty)      | Boris Plots                        |                         |
| 2003 | My Life Without Me                             | Ann's Father                       |                         |
| 2003 | Identity                                       | Dr. Malick                         |                         |
| 2003 | Coffee and Cigarettes                          | Himself                            |                         |
| 2003 | Luther                                         | Johann Tetzel                      |                         |
| 2004 | Crónicas                                       | Victor Hugo Puente                 |                         |
| 2004 | Spider-Man 2                                   | Dr. Otto Octavius / Doctor Octopus |                         |
| 2004 | Steamboy                                       | James Edward Steam                 | Voce; dublaj în engleză |
| 2006 | The Da Vinci Code                              | Bishop Manuel Aringarosa           |                         |
| 2006 | As You Like It                                 | Touchstone                         |                         |
| 2006 | Orchids                                        | Cliff                              | Scurtmetraj             |
| 2007 | The Hoax                                       | Dick Suskind                       |                         |
| 2007 | Silk                                           | Baldabiou                          |                         |
| 2007 | The Ten Commandments                           | Ramesses, the Pharaoh              | Voce                    |
| 2007 | The Moon and the Stars                         | Davide Rieti                       |                         |
| 2007 | The Little Traitor                             | Sergent Dunlop                     |                         |
| 2007 | Chill Out, Scooby-Doo!                         | Professor Jeffries                 | Voce; Direct-pe-video   |
| 2008 | Crăciunul familiei Rodriguez                   | Edy Rodriguez                      |                         |
| 2009 | An Education                                   | Jack Mellor                        |                         |
| 2009 | The Pink Panther 2                             | Randall Pepperidge                 |                         |
| 2009 | Angels & Demons                                | Narator                            | Voce                    |
| 2009 | The Lodger                                     | Chandler Manning                   |                         |
| 2009 | Wonder Woman                                   | Ares                               | Voce; Direct-topevideo  |
| 2009 | Big Guy                                        | Kent                               | Scurt                   |
| 2010 | The Tempest                                    | Stefano                            |                         |
| 2010 | Prince of Persia: The Sands of Time            | Sheik Amar                         |                         |
| 2010 | The Sorcerer's Apprentice                      | Maxim Horvath                      |                         |
| 2011 | Abduction                                      | Frank Burton                       |                         |
| 2011 | Rango                                          | Roadkill                           | Voce                    |
| 2012 | The Forger                                     | Everly Campbell                    |                         |
| 2013 | Bless Me, Ultima                               | Antonio                            | Voce                    |
| 2013 | The Truth About Emanuel                        | Dennis                             |                         |
| 2013 | Justin and the Knights of Valour               | Reginald                           | Voce                    |
| 2013 | Monsters University                            | Profesor Derek Knight              | Voce                    |
| 2013 | Vivaldi                                        | Tartini                            |                         |
| 2014 | Love Is Strange                                | George                             |                         |
| 2014 | Return to Zero                                 | Robert Royal                       |                         |
| 2014 | We'll Never Have Paris                         | Terry Berman                       |                         |
| 2014 | Swelter                                        | Doc                                |                         |
| 2014 | Kahlil Gibran's The Prophet                    | Sergent                            | Voce                    |
| 2014 | Heavenly Sword                                 | King Bohan                         | Voce                    |
| 2015 | Strange Magic                                  | Fairy King                         | Voce                    |
| 2015 | The Secret in Their Eyes                       | Martin Morales                     |                         |
| 2016 | Little Men                                     | Hernán                             |                         |
| 2016 | Donald Trump's The Art of the Deal: The Movie  | Jerry Schrager                     |                         |
| 2016 | Whiskey Tango Foxtrot                          | Ali Massoud Sadiq                  |                         |
| 2016 | Paint It Black                                 | Cal                                |                         |
| 2016 | Message from the King                          | Preston                            |                         |
| 2016 | A Family Man                                   | Lou Wheeler                        |                         |
| 2017 | Breakable You                                  | Paul Weller                        |                         |
| 2017 | Justice League Dark                            | Destiny                            | Voce; Direct-pe-video   |
| 2018 | The Front Runner                               | Ben Bradlee                        |                         |
| 2018 | Saint Judy                                     | Ray Hernandez                      |                         |
| 2018 | Ralph Breaks the Internet                      | Double Dan                         | Voice                   |
| 2018 | Henchmen                                       | Baron Blackout                     | Voce                    |
| 2018 | Vice                                           | Chelner                            | nemenționat, cameo      |
| 2019 | Don't Let Go                                   | Howard Keleshian                   |                         |
| 2019 | Frankenstein's Monster's Monster, Frankenstein | Aubrey Fields                      | Scurt                   |
| 2019 | The Devil Has a Name                           | Big Boss                           |                         |
| 2019 | Frozen II                                      | King Agnarr                        | Voce                    |
| 2020 | Promising Young Woman                          | Jordan Green                       | nemenționat             |
| 2020 | The Water Man                                  | Jim Bussey                         |                         |
| 2021 | Trollhunters: Rise of the Titans               | Archie                             | Voce                    |
| 2021 | Spider-Man: No Way Home                        | Dr. Otto Octavius / Doctor Octopus |                         |